# 호에이역
호에이역(일본어: 蓬栄駅)은 일본 홋카이도 니캇푸 군 신히다카정에 위치한 홋카이도 여객철도 히다카 본선의 철도역이다. 단선 승강장 1면 1선의 구조를 갖춘 지상역이다.

## 이용 현황
- 1981년도 : 38명
- 1992년도 : 76명

## 역 주변
- 미쓰이시 강
- 미쓰이시 댐

## 역사
- 1958년 7월 15일 : 국유철도 히다카 본선의 호에이역으로서 개업. 여객 취급만.
- 1987년 4월 1일 : 일본국유철도 분할 민영화에 의해 홋카이도 여객철도가 승계.
- 2021년 4월 1일 : 폐역.

## 인접 역
| 홋카이도 여객철도 히다카 본선  | 홋카이도 여객철도 히다카 본선 | 홋카이도 여객철도 히다카 본선 |
| ------------------------------ | ----------------------------- | ----------------------------- |
| 히다카미쓰이시 도마코마이 방면 | ■ 히다카 본선                 | 혼키리 사마니 방면            |